# Artemii Passio
Die Artemii Passio ist ein spätantikes oder mittelbyzantinisches hagiographisches Werk.
Das in griechischer Sprache verfasste Werk behandelt die (Leidens-)Geschichte (passio) des als Märtyrer verehrten dux Aegypti Artemius, eines „arianischen“ Christen, der unter Constantius II. gedient hatte. Artemius ließ heidnische Tempel zerstören, weshalb er von Kaiser Julian, der den heidnischen Götterkulten anhing, wegen Fehlverhaltens angeklagt und 362 hingerichtet wurde. Artemius wurde später als Heiliger verehrt. Die Heiligenvita Artemii Passio wurde frühestens in der Zeit Justinians verfasst, meistens tendiert man aber zu einem wesentlich späteren Zeitpunkt (8. oder gar 9. Jahrhundert). Eine frühe, kurze Version der Legende aus dem 7. Jahrhundert ist ebenfalls erhalten. Ihr Autor scheint nur wenig Wissen über den historischen Artemius gehabt zu haben. So scheint ihm unbekannt gewesen zu sein, dass Artemius Arianer gewesen ist; zudem dichtete er auch (wie im Genre der Heiligenlegende üblich) manch zweifelhafte Aussage hinzu.
Der Autor des Werkes ist nicht genau bekannt. In manchen Manuskripten wird ein ansonsten unbekannter Mönch Johannes von Rhodos angeführt, in anderen Johannes von Damaskus. Trotz der fiktiven Elemente wird das Werk in der Regel als nicht ganz unwichtig für die Geschichte des 4. Jahrhunderts angesehen, insbesondere, weil der Autor als eine Quelle die sonst nur in Exzerpten erhaltene Kirchengeschichte des Philostorgios benutzt hat. Insbesondere über die Zeit nach dem Tod Konstantins des Großen († 337), den Bürgerkrieg zwischen dessen Söhnen Konstantin II. und Constans sowie die Herrschaft des Constantius Gallus in Antiochia am Orontes bietet die Passio aus Philostorgios übernommene Informationen, die uns sonst teils nicht zur Verfügung stünden (Kapitel 7–15). Der Autor bezieht sich auch auf Eusebius von Caesarea, Sokrates Scholastikos und Theodoret (Kapitel 3–4); ob er diese tatsächlich aus erster Hand kannte, scheint aber zweifelhaft.

## Ausgaben
- Angelo Mai: Spicilegium Romanum. Band 4, Rom 1840, S. 340–357 (Erstausgabe). Entspricht dem Nachdruck (mit lateinischer Übersetzung) in: Jacques-Paul Migne: Patrologia Graeca. Band 96, S. 1252–1320.
- Joseph Bidez: Philostorgius. Kirchengeschichte. Mit dem Leben des Lucian von Antiochien und den Fragmenten eines arianischen Historiographen. Leipzig 1913 (enthält eine grundlegende Edition wesentlicher Teile der Artemii Passio).
- Bibliotheca Hagiographica Graeca, Nr. 169–171.
- Bonifatius Kotter (Hrsg.): Johannes von Damaskos: Die Schriften. Band 5: Opera homiletica et hagiographica (= Patristische Texte und Studien. Band 29). Berlin 1988, S. 183–246.

## Weblink
- griechische Version in der Catholic Library